# ولیک پچلیک
ولیک پچلیک (به لاتین: Velike Pčelice}} یک عوارض جغرافیایی در صربستان است که در Pivara Municipality واقع شده‌است.

## خصوصیات
ولیک پچلیک ۶۷۳ نفر جمعیت دارد.